# منطقة السكوت
منطقة السِّكّوْت منطقة نوبية هي الأصغر حجماً بين المناطق النوبية الثلاث الواقعة داخل الحدود السودانية بين مدينتي دنقلا ووادي حلفا. أقصى ارتفاع في المنطقة هو جبل عمارة (702 م)، وأدنى ارتفاع النيل بين أم بكول وملك الناصر (178 م).

## الموقع
تقع بين خطي طول 20.23.18 و21.17.42 شمال خط الاستواء، توجد فيها 26 قرية ومدينة تتوزع على ضفتي النيل وجزره تبلغ نحو 137 جزيرة. يحد المنطقة من الشمال محلية وادي حلفا ومن الجنوب منطقة المحس. وهناك قريتان في تُتْبَعان أحياناً محلية وادي حلفا، وقريتان أخريان تُتْبَعان أحياناً لمنطقة المحس.

## الجغرافيا
تتكون التضاريس في منطقة السكوت من:

### السهل الفيضي
وهو السهل المحاذي للنيل عرض بين نصف كيلومتر إلى كيلومتر واحد، - باستثناء الجزر فمعظمها مزروعة - وفيها يمارس السكان حرفتهم الأولى الزراعة ويرعون فيه بهائمهم.

صورة فضائية لسلسلة جبال غرب السكوت

### السلاسل الجبلية
ومنها سلسلة جبال غرب السكوت، وسلسلة جبال عطب وعمارة، وسلسلة جبال تبج.

#### الجبال المنفردة

صورة جوية لجبل ميمي

صورة جوية لجبل عبري

جبل ميمي

جبل عبري

- جبل عمارة بارتفاع 702 م.
- جبل عقو بارتفاع 636 م.
- جبل دال بارتفاع 562 م.
- جبل ميمي بارتفاع 558 م.
- جبل عبري بارتفاع 515 م.
- جبل حميد بارتفاع 510 م.
- جبل إدريس بارتفاع 496 م.
- جبل عبقرين بارتفاع 488 م.
- جبل عبود بارتفاع 450 م.
- جبل نصيرية بارتفاع 434 م.
- جبل زبر الكلب بارتفاع 428 م.
- جبل حبوب بارتفاع 421 م.
- جبل أمجاوي بارتفاع 420 م.
- جبل قبة سليم بارتفاع 413 م.
- جبل عطيلية بارتفاع 373 م.
- جبل تمسا بارتفاع 358 م.
- جبل فرير بارتفاع 343 م.
- جبل بعبعات بارتفاع 326 م.
- جبل شلال دال بارتفاع 312 م.
- جبل صلب بارتفاع 288 م.
- جبل صاي بارتفاع 275 م.
- جبل كولب بارتفاع 275 م.
- جبل دوشة بارتفاع 272 م.
- جبل كدفوقا بارتفاع 266 م.

### الصحاري
وهي صحراء العتمور شرق النيل، والصحراء الليبية غربه. وتكثر الكثبان الرملية غرب النيل.

## المناخ والطبيعة

### المناخ
المناخ في منطقة السكوت صحراوي (حار جاف صيفاً، بارد نادر المطر شتاءً)، وهذا المناخ بالطبع أثر على النبات الطبيعي بمنطقة السكوت تأثيراً بالغاً، فلولا الله ثم النيل لما قام زرع ولا ضرع بالمنطقة ولا النوبة كلها، إذ أن السكان يعتمدون اعتماداً بالغاً على النيل في معظم أشغالهم اليومية، فالنيل يمثل طعامهم، وشرابهم، ومصدر رزرقهم، وكلأ مواشيهم، والنيل هو حياتهم.

### النبات الطبيعي
أثر مناخ المنطقة الصحراوي على نباتات المنطقة تأثيراً بالغاً، فالأرض صحراء قاحلة ليس فيها نبات طبيعي سوى عند جروف النيل - وخاصة في الجهة (الضفة) الشرقية منه - والوديان والنباتات البعيدة عن النيل نبات صحراوي مثل:
- الحناء.
- النباتات شوكية (50 نوع تقريباً) ومنها:

الأثل.
السدر.
الصبار.
- النخيل، ولا تحتاج النخيل للري إلا في أول عام لها؛ لذا يمكن عدها ضمن النباتات المتكيفة (الطبيعية).

### الحيوانات البرية
الحيوان الطبيعي نادر بسبب ندرة المطر الذي لن يقوم الزرع بسبب ندرته، وذلك بسبب مناخ المنطقة الصحراوي. والحيوانات، وأهم الحيوانات الطبيعية في المنطقة:
آكلات الأعشاب، ومنها:
- الضب.
- الجرابيع.

آكلات اللحوم، ومنها:
- الذئاب.
- الضباع.
- الثعالب.
- الثعابين.
- الأفاعي.
- العقارب.
- القطط البرية.

## المدن

### مدينة عبري
وهي حاضرة المنطقة يحدها من الشمال مدينة عمارة ومن الجنوب قرية تبج ومن الغرب النيل ومن الشرق الصحراء النوبية.

### قرية عمارة
وهي من القرى المتحضرة حتى دعيت مدينة، ويحدها النيل من الغرب والصحراء النوبية من الغرب وقرية عطب من الشمال ومدينة عبري حاضرة المنطقة من الجنوب.

## العموديات
تنقسم المنطقة إلى قسمين في هذه الناحية: المنطقة الشرقية وبها ثلاث عموديات والغربية وفيها عموديتان، وهي - أي العمودية - مجموعة قرى متحدة ترأسها قرية من تلك القرى. وتكون تلك القرى في الغالب متجاورة جغرافيّاً، ومتحدة سياسيّاً. وكل قرية من تلك القرى تسمى شياخة.

لقطات من السكوت

وتنقسم منطقة السكوت إلى ثلاث عموديات في شرق النيل هي:
تقع في أقصى الشمال وتضم ست قرى:
- قرية كَوْشَة.
- قرية مُفْرَكَّة.
- قرية فَرْكَة.
- قرية سَرْكِيمَتُو - وتنطق سَرْكِمَتُو -.
- قرية عَكَاشَة.
- قرية أُكْمَة.

تقع في الوسط وتضم ثلاث قرى ومدينة واحدة:
- مدينة عَبْرِي.
- قرية عَمَارَة.
- قرية عَطَّب.
- قرية قِنِس.

تقع في الجنوب وتضم ست قرى:
- قرية إرو.
- قرية أُشِيمَتُو - وتنطق أُشِمَتُو -.
- قرية صَوَارْدَة.
- قرية عَبُود.
- قرية كَوِيكَّة - وتنطق كَوِكَّة -.
- قرية تَبَج.

أما في الغرب فتنقسم إلى:
تقع في الشمال وتضم قريتين:
- قرية دال.
- قرية كُولْب - وتنطق كُلْب -.

تقع في الجنوب وتضم خمس قرى:
- قرية نُلْوَة.
- قرية قُبة سَلِيم.
- قرية أبو راقة - وتنطق أَبْرَاقَة -..
- قرية حَمِيد.
- قرية سَاقْيَة العِبد.

قرية - نلوتى 
القرى التي تُتْبَعُ أحياناً للمناطق المجاورة:

### القرى التي تُتْبع أحياناً مع محليةوادي حلفا
- قرية مَلْكَ النَّاصِر.
- قرية سُنْغِي.

### القرى التي تُتْبَعُ أحياناً مع منطقةالمحس
- قرية صُلِبْ.
- قرية عَاقُولا.

والبعض يعتبر عكاشة عمودية وحدها تضم أربع قرى هي:
/*-
- قرية عَكَاشَة.
- قرية أُكْمَة.
- قرية سُنْغِي.
- قرية مَلْكَ النَّاصِر.

بل عمودية عكاشة عمودية قائمة بذاتها وهي تضم كل من
1- أكمة
2_ كولب
3- سونقي
4- تنجوري
وتولّى العمودية فية العمدة محمد أحمد جريس (محمد صالح جريس) ثم بعد ابنه العمدة سيد محمد أحمد جريس (سيد جريس __ سيد ليلى) الذي توفي بيوم قبل ثورة أكتوبر ثم تولّى العمودية بعدهم صهرهم العمدة آدم عبد اللطيف سليمان زوج عائشة محمد أحمد جريس.

## الجزر

### جزر غرب مفركة
- جزيرة دِفِّي

وتقع جزيرة دفي غرب جزيرة عينارتي.
- جزيرة سَرْقِد

وتقع جزيرة سرقد شرق جزيرة عينارتي وغرب قرية مفركة.
⇌وهاتان الجزيرتان (جزيرة دفي، وجزيرة سرقد) متجاورة في وسط النيل كلما خرجت من إحداهن تأتي الأخرى حتى تصل إلى الضفة الأخرى وهي القرى الموجودة على الضفتين. وهما فقط الجزيرتان المأهولتان، وهناك 38 جزيرة أخرى زراعية أو غير ذلك تقع غرب مفركة أكبرها آجل آرتي، سرنق آرتي، عين آرتي، أُشبين آرتي، سيو دوكي، أدير.

### جزيرة أرنتي

صورة فضائية لأرنتى

وتلفظ أَرْنَتَّة، وجزيرة أرنتي هي جزيرة تقع غرب قرية عمارة ومدينة عبري. وشرق قرية ساقية العبد.

### جزيرة صاي
وهي أكبر جزر منطقة السكوت على الإطلاق! وهي أيضاً - إضافة إلى ذلك - ثاني أكبر جزيرة في السودان، وشمالها يقع مقابلاً غرب مدينة عبري، ووسطها يقابل غرب قرية كويكة، وجنوبها غرب يقابل قرية عبود. أما جزؤها الغربي فيقع شرق صحراء واسعة يبلغ طولها 5 كلم و 300 م، وتتكون من أربع قرى هي:
قرية صيصاب، وتقع قرية صيصاب في شمال الجزيرة.

صورة فضائية لجزيرة صاي

 ·  قرية عدو، وتقع قرية عدو في شرق الجزيرة ويقابلها من على ضفة النيل الشرقية قرية كويكة.
```
قرية موركة
، وتقع 
قرية موركة
 غرب الجزيرة ويقابلها من على ضفة النيل الغربية الصحراء الواقعة بين قرية ساقية العيد وقرية حميد.

قرية أرودين
، وتقع 
قرية أرودين
 جنوب 
جزيرة صاي
 والمسافة بينها وبين جزيرة نلوتي في جنوبها 400 م فقط.
```

#### جبل صاي
وهو جبل وسط جزيرة صاي بارتفاع 275 م ويبعد عن صيصاب 2 كلم، وعن عدو نصف كلم، وعن موركة كلم واحد، وعن أرودين 2.5 كلم، وهو ثالث أكبر جبال منطقة السكوت.

### جزيرة نلوتي

صورة فضائية لجزيرة نلوتي

وتقع جزيرة نلوتي جنوب غرب جزيرة صاي شرق قريتي حميد وأبو راقة، والجزء الذي يفصلها عن الضفة الغربية للنيل أصغر بكثير من الذي يفصلها عن الضفة الشرقية له.
بها مدرسة ابتدائية مختلطة أسست في الأربعينات من القرن الماضي. وتوجد فيها آثار من عهد النوبة المسيحي عبارة عن قلاع في أعلى مناطق الجزيرة
هذه الجزر المذكورة أعلاه هي الجزر الكبيرة الحجم، كثيرة السكان في منطقة السكوت، وليست كلها فإن بعض الجزر فيها قرى صغيرة أو ربما منزل واحد كما في الجزيرة الواقعة غرب قرية مفركة، أو أنها زراعية، أو أنها ليست مزروعة أو مسكونة بل هي مليئة بالحشائش والحيات والعقارب في الغالب، وعلى العموم - وباستثناء الجزر المذكورة - هناك حوالي 131 جزيرة أخرى في منطقة السكوت.

## الآثار
الآثار في منطقة السكوت تتمثل في:
- قرية كوشة

سوق كوشة القديم-الحلة الجديدة-كوشة

  - الهرم الإنجليزي . وهو بارتفاع خمسة أمتار، ويقع فوق هضبة قرب وادي جندقر.
  - السوق القديم . وقد كان السوق الرئيسي في منطقة السكوت قبل سوق مدينة عبري ويقال أن هذا السوق هُدِم وبني ست مرات ويقول البعض أن يجب أن يبنى ويهدم مرة سابعة، لربما تكون أسطورة فحسب، والله أعلم.
- قرية فركة
  - جبل ميمي . (بالميمين المفتوحين المكسرين، والياءين الساكنين). ويرجح بعض المؤرخين وجود بعض الآثار الباقية من سيوف وجماجم بعد حرب ضارية قامت بين قوات الإنجليز وجيوش المهدية وقيل أن الإنجليز احتموا بالجبل المرتفع عن سطح البحر بـ558 م وهو بذلك أحد أكبر الجبال في منطقة السكوت.
- جزيرة صاي
  - وكان يطلق عليها اسم (شاعت) على العصر الفرعوني. وتعمل بها بعثة فرنسية للتنقيب عن الآثار منذ 1904م وعثرت على ما يفيد بوجود تواجد بشري على أرضها منذ 215000 سنة.
  - بها قلعة كبيرة يرجع تاريخها إلى الدولة المصرية الحديثة (1550–1080 ق.م).
  - بها معابد وجبانات تعود إلى عهد كرمة ودولة المصرية المسيحية وعهد نبتة ومروي.
  - بها كنائس ترجع إلى عهد دولة نوباتيا المسيحية التي كانت عاصمتها فرس التي غمرتها مياه السد العالي. وترجع تلك الآثار إلى الفترة النبتية المسيحية.

- قرية صلب

قبة الخليفة شيخ إدريس بكويكة أحد أبرز المعالم الإسلامية في المنطقة

تقع علي الضفة الغربية للنيل شمال الشلال الثالث علي بعد 40 كلم جنوب مدينة عبري. وعلى بعد 220 كلم من مدينة وادي حلفا بين الشلالين الثاني والثالث.
- - بها معالم تاريخية من العصر الفرعوني منها معبد ضخم شيده أمنحوتب امنيوفيس الثالث للإله أمون رع الإله الملكي ولنفسه.
  - وقد تكون تلك الآثار مهددة بقيام سد دال، والله أعلم.

وصف المعبد
يقع المعبد على أعلى تل من الجرانيت، ويرتفع عن النيل 300 أو 400 قدم، وله جوانب مدرجة تكسوها كتل ضخمة غير منتظمة وصخور كبيرة، أما الجانب المشرف على النهر، فقائم وبينه وبين النهر مسافة 27 م يمتد فيها الدرب، البناء المشيد على الجرف يطل على النهر وبه حائطين ضخمين، وسقف مستوٍ كبير، وعلى السقف شبه قبة عمودية الجوانب، وليس به أعمدة ولا بناء آخر، والمعبد نفسه يحيط من كل جوانبه صخور عالية تحجب معظمه عن البصر، ويتراوح جدرانه من 30 إلى 50 قدم، مبنية من الجرانيت، والمعبد عريق وقديم جداً، ويعتبر هذا المعبد أهم أثر مصري قديم في بلاد النوبة، والذي شاده الملك أمينوفيس الثالث (الدولة الثامنة عشر) 1400 ق.م (1408-1371 ق.م) وقد أقيم هذا المعبد إهداء لأمون رع إله الكرنك، ولذكرى مؤسسه الثالت، ومع أن يد الخراب عملت فيه ما عملت، إلا أنه ما زال يعتبر حتى اليوم أهم آثار مصر في الأراضي النوبية، كما أن نقوشه الكتابية ونحوته البارزة تحمل في تضاعيفها قيم رفيعة، وتعد مصدراً من أهم المصادر الموثوقة بها لدراسة نواحي (الفرعون) الآلهة في بلاد النوبة، الممثلة في التصوير وفي العقائد الدينية.
- قرية سيسبي

مع أن هذه القرية تقع خارج حدود السكوت بـ23 كلم وكذلك قرية صلب آنفة الذكر بكلم واحد، إلا أنها قريبة من السكوت فمن الجدير ذكرها وذكر آثارها.
ترجع مواقعها الأثرية إلى الفترة الفرعونية.
- - الموقع عبارة عن مدينة محصلة بني بها معبد الملك (أمنحوتب) (أمينوميس) الرابع.
  - يحتوي الموقع آنف الذكر على آثار تعود إلى عصور لاحقة منها مباني ترجع إلى العهد المسيحي.
- قرية صادنقا

تقع على الضفة الغربية للنيل على بعد 35 كيلو متر جنوب عبري.
ترجع مواقعها الأثرية إلى الفترة المروية، ومن أشهر آثارها: التي لا زالت تقف حتى اليوم بصورة سليمة
- - معبد بناه الفرعون أمنحوتب تخليداً لاسم زوجته الملكة (تي)، وهو من أشهر آثارها التي لا زالت تقف حتى اليوم بصورة سليمة.
  - كما اكتشف بالمنطقة جبانة يرجع تاريخها إلى العهد المروي.

```
ومن الآثار الإسلامية المتأخرة قبة الخليفة الشيخ إدريس بقرية كويكة، وهي مبنى يحتوي على قبر أحد أبرز الدعاة الإسلاميين بالمنطقة، وذو عمارة متفردة ويعتبر أعلى بناء في المنطقة بما يعادل مبنى من أربع أو خمس طوابق وتنسج حوله العديد من الأساطير والحكايات.
```

## النشاط السكاني
في منطقة السكوت ينقسم النشاط السكاني إلى عدة أقسام:

### الزراعة

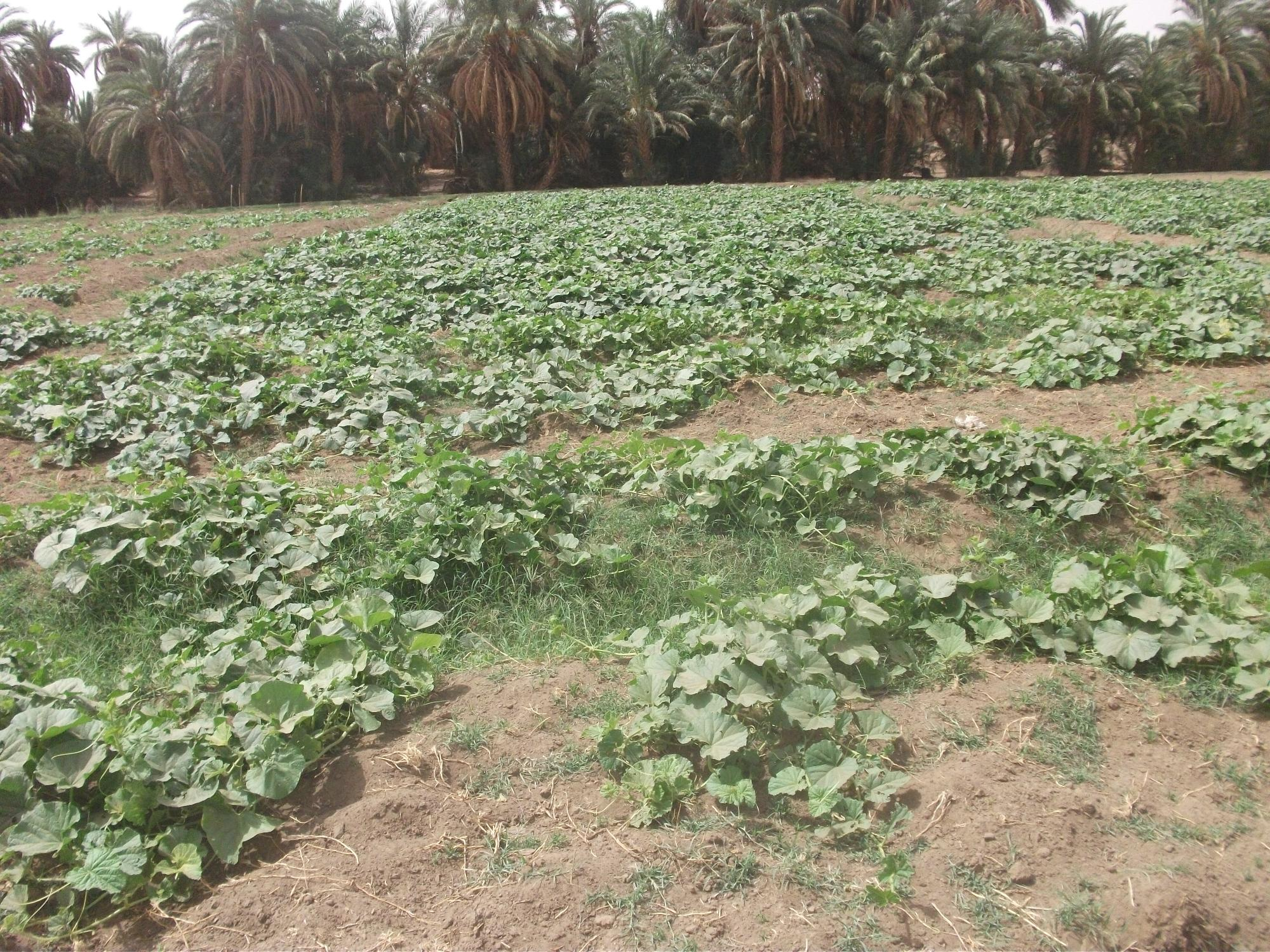
مساحات زراعية في فراجين-جنس

الزراعة هي أكثر الأعمال امتهانا ويمارسها حوالي 80% من السكان، ويرجع هذا لعدة أسباب:
1. توفر الماء: والنيل هو المصدر الرئيسي للمياه في المنطقة.
2. وجود الأراضي الصالحة للزراعة: وهي جروف النيل الواسعة، إضافة للعديد من الجزر التي يم استغلالها زراعياً، وقد أثبتت معظم هذه الجزر قوتها وقوة ثباتها في فيضانات عام 1988م.
3. وجود الأيدي العاملة: وهو كما ذكر آنفاً أن حوالي 80% من السكان يعملون ويكسبون قوت يومهم بالزراعة.
4. الآلات الزراعية: يملك جميع المزارعين آلات زراعية غالبا ما تكون متطورة.

#### المحاصيل الزراعية
```
النخيل
، وحتى أنك لو ابتعدت عن 
النيل
 25 م لا يمكنك رؤيته بكثرة 
النخيل
 التي تحيط به.

الفول
 
المصري
، ويزرع 
الفول
 
التركي
 أيضاً.

القمح
، ويتم استغلاله محلياً ويصدر سواء 
لولايات السودان
 أو إلى الخارج.

الخضروات
. ويتم استغلاله محلياً في الأسواق، وغيرها.

الحمضيات
. وغالباً ما يتم استغلالها محلياً.
```

### الرعي

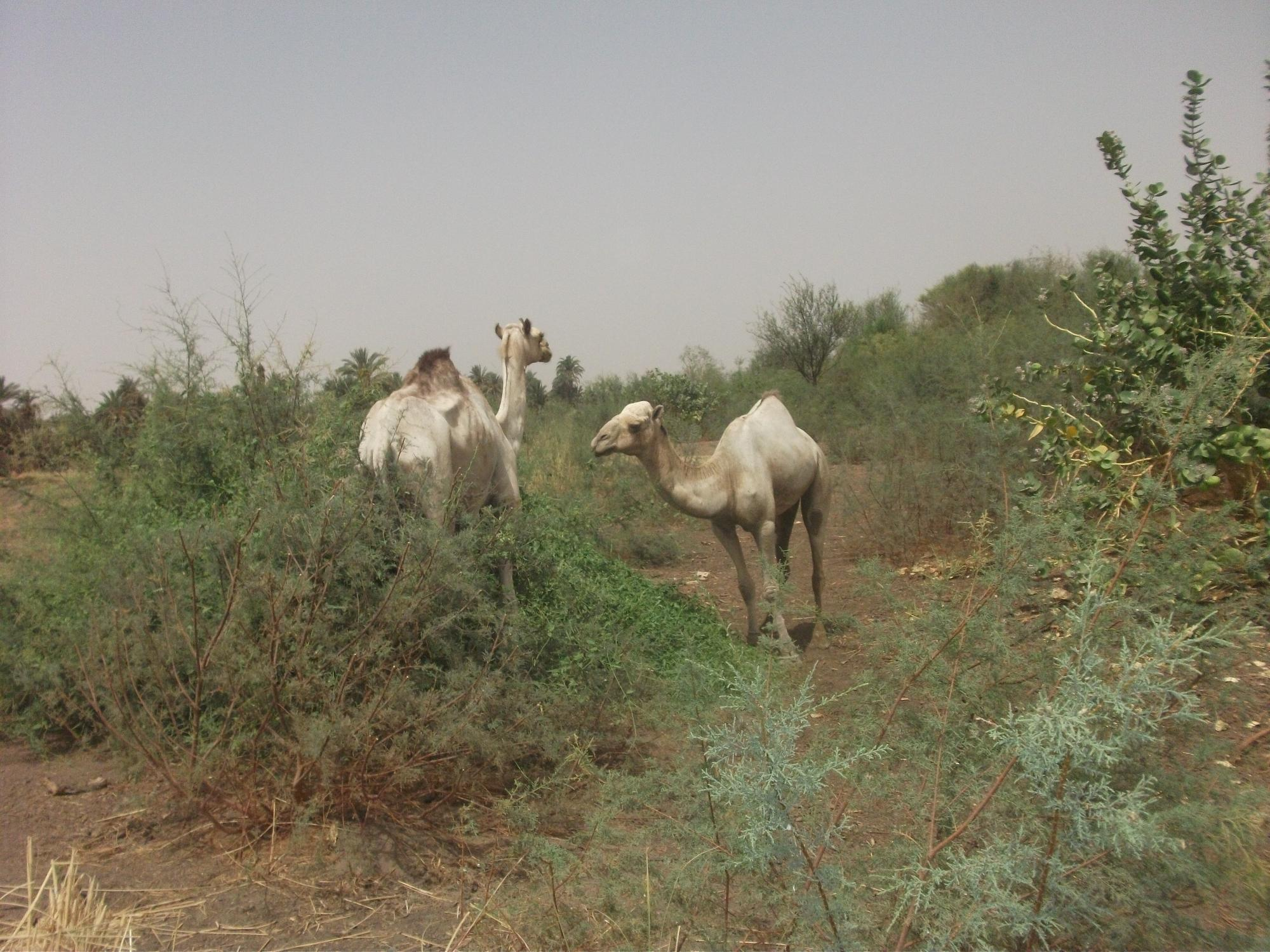
جملان في عبد الرحمن كد-فراجين-جنس

يرعى الكثير من سكان المنطقة الحيوانات بأنواعها حيث يبلغ من يمارس الرعي في المنطقة (55%)، إذ أن الرعي هي الحرفة الثانوية في المنطقة، ويرعى سكان القرية حيواناتهم في جروف النيل، والوديان التي تصب بالنيل، والشهيرة بنباتاتها الموسمية، والحيوانات التي ترعى في المنطقة هي:
```
الضأن
: وهي الحيوانات الأكثر انتشاراً في المنطقة ويمتلك الناس العديد من الرؤوس من هذا النوع.

الماعز
، وهو الأشهر بعد 
الضأن
: ويمتلك معظم السكان الكثير منه في جميع 
القرى
.

الإبل
، وهو الأقل شهرة بين 
الحيوانات
 التي ترعى ولا يمتلكه إلا 5% من 
الرعاة
 في المنطقة، وغالباً ما يكون هؤلاء 
الرعاة
 
رحلا
.

الحمير
، ويربي الكثير من السكان 
الحمير
 سواء للتنقل أو 
التجارة
 بها.

الخيول
، وهو نادر ما يمتلكه أهل المنطقة، ويستخدم في التنقل.
```

### التجارة
وهُم الشريحة الصغيرة المتبقية من سكان القرية، ومعظم هؤلاء التجار هم أيضاً يمارسون الزراعة أو الرعي كحرفة ثانوية لهم - عدا تجار الأسواق فالقليل منهم مزارعون أو رعاة -، ومن المحال أن تخلو قرية عن دكان أو دكانين يشتري منه أهل القرية أغراضهم وحاجياتهم المنزلية، وغير ذلك.
وقد يعمل هؤلاء التجار بمساومات مع المزارعين بحيث يأخذ المزارع قرضا، ويشتري غرضاً ويضعة في قائمة ديونه عند التاجر، فإذا أتى وقت الحصاد أتى التاجر بعربته، وأخذ من المحصول بقدر الديون، وهذا أحد العادات السيئة المنتشرة عند التجار والمزارعين.

### الهجرة
والكثير من سكان المنطقة هجروها لمناطق داخل السودان كالعاصمة (الخرطوم) أو في الخارج كالمملكة العربية السعودية، ودولة الإمارات العربية المتحدة، ودول الخليج عموماً، والدول العربية الأخرى، ودول الإتحاد الأوروبي، والولايات المتحدة الأمريكية. وهذه الهجرة غالباً ما تكون لطلب الرزق، وهناك عودة ملحوظة للمهاجرين بسبب خطط التنمية الجارية في البلاد.

## الأسواق

### سوق مدينة عبري
وفي هذا السوق الكثير من الأسواق الداخلية التي ينقسم إليها:
سوق الملابس
وهو يقع في مدخل السوق الغربي، وفيه ما يقارب الـ40 محلاً.
سوق التموينات والكماليات
فية ما يقارب الثلاثين محلاً، ويقع شرق وجنوب سوق الملابس.
سوق الخضر
وهو غرب السوق عند ضفة النيل وفيه ما يقارب الخمسين مظلة، معظمها لتجار حلفاويين. ويقع قربه نحو الجنوب سوق للبيع الشجيرات والحبوب المحسنة، وشتلات أشجار المانجو والليمون وأشجار الحمضيات الأخرى وغيرها من الأشجار.
سوق الخياطين
وفيه ما يقارب العشر محلات، ويقع في مدخل السوق الشمالي.
صالة مدينة عبري وقرية عمارة
وهي صالة كبيرة تقع فيها الكثير من المحال المتفاوتة الغرض والحجم أيضاً وبقربها يقع مقر وزارة التربية والتعليم بالمدينة ومقر فرع جامعة دنقلا بعبري.
منطقة الحافلات والبصات
ويقع في مدخل السوق الجنوبي، حيث تنطلق منه التكاسي والحافلات والباصات من مختلف الأحجام إلى مدن دنقلا ووادي حلفا والخرطوم وغيرها من المدن الأخرى. ومن شركات الحافلات هناك:
سفريات الهادياب
سفريات هشام
سفريات المدثر
سفريات الثقة
سفريات سري أبو طه .

## التعليم

### التعليم الأساسي
توجد مدرسة أساسية في كل قرية من الصف الأول إلى الخامس، وهناك قرى فيها مدارس من الصف الأول إلى الثامن مثل قرية فركة وسركيمتو وقرية عمارة وصواردة أيضا .

### التعليم الثانوي
توجد ثانوية للبنين وأخرى للبنات في مدينة عبري.

### الجامعات
يوجد فرع لجامعة دنقلا في مدينة عبري.
والتعليم في منطقة السكوت والنوبة قديم قدم التعليم نفسه فهناك التعليم ما قبل الإسلام وفي عصر الإسلام أما في العصر الحديث فهناك مدرسة فركة (1957 م) في المنطقة معلمون أجلاء تخرج على أيديدهم الكثير ممن نراهم اليوم في القمم ذات الهمم، وزيادة على ذلك تشتهر جزيرة صاي باسم جزيرة المعلمين لكثرة من عمل من أهلها بالتعليم في درجاته المختلفة من الابتدائي إلى الجامعي وبالتالي فنسبة الأمية بجزيرة صاي وسائر السكوت تكاد تكون صفر.

### مدارس عريقة
مدرسة عكاشة الابتدائية (1937 م).
```
مدرسة فركة الأساسية (1957 م).
مدرسة 
صواردة
.
مدرسة كوشة الأساسية (1970 م).
مدرسة عَمارة الصغرى (1953 م)
مدرسة حسن السيد للبنات بعَمارة (1969 م)
```

```
مدرسة فضل عثمان الأساسية بآدو بجزيرة صاي
```

```
مدرسة محمد عبد القادر الأساسية تبج
```

```
مدرسة عَبْرِي الابتدائية.
مدرسة عبري الوسطى.
مدرسة عبري الثانوية.
```

ومعظم هذه المدارس المذكورة تم إعادة بنائها بعد فيضانات عام 1988 م. وقد تخرج الكثير من النوابغ الشامخين من هذه المدارس.

## المياه
لا توجد قرية واحدة من قرى منطقة السكوت، تخلو من شبكة مياه واحدة على الأقل، والنيل هو المورد الأهم والأول للمياه في المنطقة ثم مياه الآبار كما في حي (كجمتر) في قنس، وهذا جدول يحوي عدد شبكات المياه في بعض القرى:
| م | القرية  | عدد شبكات المياه بالقرية |
| - | ------- | --- |
| 1 | مفركة   | شبكة واحدة. |
| 2 | كوشة    | شبكة واحدة. |
| 3 | قنس     | شبكة واحدة (ويرتوي حي فراجين { يتبع قرية جنس } بالمياه من شبكة مياه قرية كوشة - ولا زال مستمراً حتى بعد إنشاء شبكة مياه قرية جنس -). |
| 4 | عطب     | شبكة واحدة. |
| 5 | عمارة   | شبكتان (واحدة شمال القرية وآخر في جنوبها).                                                                                          |
| 6 | عبري    | شبكتان، في كل شبكة 4 خزانات (صهاريج) للمياه.                                                                                        |
| 7 | تبج     | شبكة واحدة. |
| 8 | سركيمتو | شبكة واحدة. |

أهم المستشفيات هو مستشفى عبري، وتوجد المصحات (المستشفيات) في بعض القرى، ولكن بشكل قليل وبدأت بالازدياد بعد دخول الكهرباء.
ويوجد في بعض القرى ومنها كوشة وعمارة. وهذه القرى فعلت ذلك بجهود مبذولة أثمرت عن ذلك، وقد دخل الشبكة الهاتفية قرية عمارة عام 2003 م وكوشة عام 2005 م.
تتصل منطقة السكوت بولايات السودان المختلفة ودول جوار السودان القريبة من منطقة السكوت (مصر) بطريق السليم - وادي حلفا السريع شرقي النيل، وطريق دنقلا - أرقين غربي النيل، والأول افتتحه المشير عمر حسن أحمد البشير إبان افتتاح سد مروي في مارس 2009 م والثاني قيد السفلتة.
ويوجد في جميع القرى والشبكة المتوفرة هي شبكة سوداني، وزين السودان، وإم تي إن جروب.
أهم المستشفيات هو مستشفى عبري، وتوجد المصحات (المستشفيات) في بعض القرى، ولكن بشكل قليل وبدأت بالازدياد بعد دخول الكهرباء.
ويوجد في بعض القرى ومنها كوشة وعمارة. وهذه القرى فعلت ذلك بجهود مبذولة أثمرت عن ذلك، وقد دخل الشبكة الهاتفية قرية عمارة عام 2003 م وكوشة عام 2005 م.
ويوجد في جميع القرى والشبكة المتوفرة هي شبكة سوداني، وزين السودان، وإم تي إن جروب.

## الصحة
أهم المستشفيات هو مستشفى عبري، وتوجد المصحات (المستشفيات) في بعض القرى، ولكن بشكل قليل وبدأت بالازدياد بعد دخول الكهرباء.
من القرى التي توجد فيها مستشفيات:
- كوشة.
- عمارة.

ومستشفى عبري تأسس في 1972 م.

## الاتصالات

### الهاتف
ويوجد في بعض القرى ومنها كوشة وعمارة. وهذه القرى فعلت ذلك بجهود مبذولة أثمرت عن ذلك، وقد دخل الشبكة الهاتفية قرية عمارة عام 2003 م وكوشة عام 2005 م.

### الجوال
ويوجد في جميع القرى والشبكة المتوفرة هي شبكة سوداني، وزين السودان، وإم تي إن جروب.

## الكهرباء
سيفتتح بإذن الله الكهرباء الذي سيضم كل قرى منطقة السكوت وسيسير حتى مدينة وادي حلفا، وهناك بعض القرى التي فيها كهرباء بالمولدات مثل قرية عمارة.
وسيتم افتتاح هذه المحطة القادمة من سد مروي في 8/2012 م، إن شاء الله.
وسيغذي المنطقة النوبية بما فيها منطقة السكوت وكذلك منطقة المحس، وسيغذي هذا المشروع حتى مناطق الحدود المصرية، في أقصى شمال السودان.
تذكر بعض المصادر أن الشبكة ستربتط - عند الحدود - بالشبكة المصرية القادمة من السد العالي جنوب أسوان، لتكون شبكة واحدة، وهذا ضمن الخطة السودانية لتصدير الكهرباء لدول جوار القطر السوداني، إذ أن الكهرباء الناتجة من سد مروي تكفي حاجة السودان وتزيد عن حاجته، ولذا سمي - أي سد مروي - أكبر وأعظم سد في السودان.

## المواصلات

### الطرق
تتصل منطقة السكوت بولايات السودان المختلفة ودول جوار السودان القريبة من منطقة السكوت (مصر) بطريق السليم - وادي حلفا السريع شرقي النيل، وطريق دنقلا - أرقين غربي النيل، والأول افتتحه المشير عمر حسن أحمد البشير إبان افتتاح سد مروي في مارس 2009 م والثاني قيد السفلتة.
والطريق المذكور يمر شرقي وغربي النيل ويربط السودان بالجارة الشمالية مصر، والطريق الواقع شرقي النيل يبدأ من الإسكندرية.
وهذا جدول يوضح مسافات بعض مدن الولاية الشمالية من عبري «من الأقرب إلى الأبعد»:
| م | المدينة   | المسافة بالكلم |
| - | --------- | -------------- |
| 1 | دلقو      | 98             |
| 2 | وادي حلفا | 179            |
| 3 | كرمة      | 180            |
| 4 | دنقلا     | 240            |
| 5 | الدبة     | 385            |
| 6 | الملتقى   | 418            |
| 7 | مروي      | 510            |
| 8 | كريمة     | 519            |

وهذا جدول آخر يوضح مسافات بعض المدن السودانية من عبري «من الأبعد إلى الأقرب»:
| م | المدينة | المسافة بالكلم |
| - | ------- | -------------- |
| 1 | الفاشر  | 2006           |
| 2 | الأبيض  | 1430           |
| 3 | كوستي   | 1129           |
| 4 | سنار    | 1016           |
| 5 | ود مدني | 920            |
| 6 | الخرطوم | 731            |
| 7 | أمدرمان | 720            |

#### الطريق الشرقي

##### طريق وادي حلفا-السليم-أمدرمان
- وادي حلفا، دلقو، السليم، دنقلا، الدبة، أمدرمان.

##### طريق السليم-كريمة-الخرطوم بحري
- وادي حلفا، دلقو، كرمة، كريمة، أبو حمد، عطبرة، الدامر، شندي، الخرطوم بحري.

#### الطريق الغربي

##### طريق أرقين- دنقلا- أمدرمان
- فرص، أرقين، دنقلا، الدبة، أمدرمان.

### المطارات
- مطار مدينة عبري، وهو مطار مخصص للطائرات الصغيرة، والمروحيات، ومن النادر أن يتم استخدامه مدنيا.

## تأثير فيضانات عام 1988 م على المنطقة
في 3/8/1988 م، انهمرت أمطار غزيرة بلا توقف، في كثير من أنحاء السودان، منها بلاد النوبة التي هي من المناطق كثيرة الأودية والشعاب، والتي تصب في النيل، وجميع سكان بلاد النوبة - أو معظمهم - يقطنون قرب النيل، فكانت الكارثة.
أثرت فيضانات السودان عام 1988 م على المنطقة تأثيراً بالغاً ومن ذلك:
- هلاك الأرواح بنسب طفيفة.
- دمار عدد لا يحصى من المنازل في كثير من القرى.
- تهجير الكثير من المواطنين إلى رؤوس الجبال، ويأوون أنفسهم بالخيام.
- تدمير مدارس مدينة عبري الثانوية، والأساسية.
- تدمير مدرسة فركة الابتدائية.
- تدمير مدارس قرية عمارة الصغرى، ومدرسة البنات، ومدرسة البنين.
- تدمير مدرسة كوشة تدميرأ جزئياً.
- تدمير عدد من المنشآت الخدمية العامة في كثير من القرى جزئياً أو كلياً.
- توقف العمل في الدوائر الحكومية وغيرها ليس في السكوت أو النوبة فقط، بل في جميع السودان تقريباً.